# Habib Bourguiba
Habib Ben Ali Bourguiba (3. august 1903 i Monastir – 6. april 2000 i Monastir) var den første præsident i Tunesien.

## Tidlige liv
Bourguiba blev født i Monastir, en by beliggende lidt syd for Sousse i Tunesien. Han var nummer syv af ni søskende. Faderen var løjtnant, og familien var ikke særlig velhavende. Habib fik en god uddannelse, først i Tunis, senere i Paris. Han gik på Sorbonne universitet, hvor han studerede jura og statsvidenskab.
I 1927 vendte Bourguiba tilbage til Tunis og startede som sagfører. Han blev leder af den tunesiske selvstædighedsbevægelse Neo-Destour Partiet.

## Leder af Tunesien (1956-87)
Da Tunesien blev selvstændigt fra Frankrig i 1956, blev han landets første præsident. Under hans ledelse (1956-1987) skete der store forandringer i Tunesien. Der blev opført skoler og indført undervisningspligt til 6. klasse både for piger og drenge, og kvinderne fik stemmeret. Studerende fik hjælp til at studere i udlandet, mod at de tog hjem til Tunesien efter uddannelsen.
Han forsøgte at gøre Tunesien til en moderne stat efter vestligt forbillede. Imidlertid gjorde han også landet til en étpartistat og udnævnte sig selv til præsident på livstid.
Han var gift 2 gange. Først med en fransk kvinde, derefter skilt og gift med en tunesisk kvinde.

## Fald og død
I 1987 blev han på grund af alderdomssvækkelse (demens) afsat ved et ublodigt kup af Zine El Abidine Ben Ali. Bourguiba havde selv valgt sin efterfølger. Bourguiba blev sat i "husarrest" i Monastir til sin død.        
Habib Bourgiba har ikke levet forgæves. Tunesien er nu en moderne stat. Både drenge og piger skal have en uddannelse. Efter Borurgibas fald, blev Tunesien ledet af
Zine El Abidine Ben Ali, der nu er flygtet til Saudi Arabien.
Bourgiba er begravet i Bourguibas Mausoleum i Monastir.